# Bernard Addison
Bernard Addison (* 15. April 1905 in Annapolis, Maryland; † 22. Dezember 1990 in Rockville Centre, New York) war ein US-amerikanischer Jazz-Gitarrist und Banjo-Spieler.

## Leben und Wirken
Addison spielte als Kind Mandoline und Violine; 1920 zog seine Familie nach Washington, D.C., wo Claude Hopkins ein Klassenkamerad war. Mit ihm arbeitete in den 1920er Jahren, außerdem mit Rex Stewart und der Mills Blue Rhythm Band. Er zog dann nach New York, spielte im Small’s Paradise als Sideman und auch als Leiter eigener Bands; 1928 wechselte er vom Banjo zur Gitarre und spielte mit Art Tatum in der Milton Senior Band.
1930 begleitete er Adelaide Hall und kam in die Band von Louis Armstrong, in der der Platz des Gitarristen vakant geworden war. Hierdurch kam er in die Szene der damaligen Jazzgrößen hinein und spielte im Laufe der Jahre mit Sidney Bechet, Jelly Roll Morton, Luis Russell, Sam Wooding oder Coleman Hawkins. Später arbeitete Addison mit Fats Waller, Fletcher Henderson (1933–34), Adrian Rollini 1935, den Mills Brothers von 1936 bis 1939 (zum Beispiel London Rhythm'  1937, Long About Midnight 1939) und ging mit ihnen auf Europa-Tournee; 1939/40 spielte er mit Stuff Smith und leitete eine eigene Formation, bis er in die  US-Army eingezogen wurde. Nach dem Zweiten Weltkrieg spielte er mit Snub Mosley und The Ink Spots, 1959 mit Eubie Blake. Ende der 1950er Jahre betätigte er sich vermehrt als klassischer Gitarrist. In der letzten Phase seines Lebens arbeitete Addison nur noch sporadisch als freischaffender Musiker, meist jedoch als Musiklehrer.
Addison galt in den 1930er Jahren als einer der besten Rhythmus-Gitarristen, der außer eleganten Soli mit wechselnden Akkorden das single string-Spiel meisterhaft verstand. Ein besonders charakteristisches, brillantes Beispiel für seinen mit 'single notes' durchsetzten Akkord-Solo-stil bietet 'Toledo Shuffle' (mit dem Ellington-Trompeter Freddie Jenkins und dem Klarinettisten Albert Nicholas).